# 4505 Okamura
4505 Okamura (1990 DV1) là một tiểu hành tinh vành đai chính được phát hiện ngày 20 tháng 2 năm 1990 bởi Tsutomu Seki ở Geisei.